# 1669 au théâtre
| Années du théâtre : 1666 - 1667 - 1668 - 1669 - 1670 - 1671 - 1672    |
| Décennies du théâtre : 1630 - 1640 - 1650 - 1660 - 1670 - 1680 - 1690 |

## Événements
- Fondation de l'Académie royale de Musique à Paris.
- Les dramaturges Andries Pels et Lodewijk Meyer fondent aux Provinces-Unies avec d'autres écrivains la société littéraire Nil Volentibus Arduum, dont l'un des buts est d'améliorer la qualité de la scène néerlandaise en imposant des règles classiques françaises[1].
- 5 février : Louis XIV lève l'interdiction de jouer Tartuffe à Paris.

## Pièces de théâtre représentées
- 5 février : Le Tartuffe ou l'Imposteur, comédie de Molière, Théâtre du Palais-Royal, Paris ; c'est la version définitive et autorisée de la pièce, qui obtient un immense succès public, avec 44 représentations consécutives.
- 15 février : La Fête de Vénus, comédie pastorale-héroïque de Claude Boyer, Théâtre du Marais, Paris ; Mademoiselle de Champmeslé joue le rôle de Vénus.
- 6 octobre : création de Monsieur de Pourceaugnac, comédie-ballet de Molière, représentée avec la chorégraphie de Pierre Beauchamp au château de Chambord devant Louis XIV et la cour ; la pièce est reprise le 15 novembre à Paris au Théâtre du Palais-Royal.
- 9 septembre : L'Avare, comédie de Molière, théâtre du Palais-Royal, Paris[2].
- 13 décembre : création de Britannicus, tragédie de Jean Racine, théâtre de l'Hôtel de Bourgogne, Paris ; Mademoiselle des Œillets tient le rôle d'Agrippine, Brécourt celui de Britannicus, Anne d'Ennebaut celui de Junie et Floridor celui de Néron[3].
- Rosimond, Le nouveau festin de Pierre, l’Athée foudroyé. Tragi-comédie, Théâtre du Marais, Paris : c'est la dernière pièce française sur le thème de Don Juan écrite au XVIIe siècle[4].

## Pièces de théâtre publiées
- Molière, L'Avare, comédie, Paris, Jean Ribou, 150 p. (Lire en ligne)[5].
- Nanteuil, Le Comte de Rocquefoeuilles ou le Docteur extravagant, comédie, La Haye, 50 p. (Lire en ligne).

## Naissances
- 20 février : Cornelis Sweerts, poète, parolier, dramaturge et libraire hollandais, mort le 23 mars 1749.
- novembre (baptême) : Susanna Centlivre, actrice et dramaturge anglaise, morte le 1er décembre 1723.